# 高橋剛 (声優)
高橋 剛（たかはし つよし、5月19日 - ）は、日本の男性声優。フリー。秋田県出身。

## 略歴
大阪芸術大学芸術学部映像学科卒業。青二塾東京校24期卒業。
かつては青二プロダクションに所属していた。

## 人物
方言は東北弁。特技は書道。

## 出演作品

### テレビアニメ
- 聖闘士星矢Ω（バラーゾ[3]）
- ちびまる子ちゃん（おばけ、男の人）
- ドラゴンボール改（ギャング）
- レ・ミゼラブル 少女コゼット（市民、警察官D）
- Persona4 the ANIMATION（久保美津雄）

### OVA
- アカネマニアックス〜流れ星伝説剛田〜（男子生徒）
- プラレールわいわいDVD（マックス隊員）

### ゲーム
- アーシャのアトリエ 〜黄昏の大地の錬金術士〜
- アルトネリコ3 世界終焉の引鉄は少女の詩が弾く
- オール仮面ライダー ライダージェネレーション2（仮面ライダー轟鬼）
- 仮面ライダー 超クライマックスヒーローズ（仮面ライダー轟鬼）
- 餓狼伝 Breakblow Fist or Twist（船村弓彦、柔術家）
- CLANNAD -クラナド-（ラグビー部主将）
- スローンとマクヘールの謎の物語（出題者）
- テイルズ オブ ジ アビス（シュウ）
- テイルズ オブ バーサス
- ときめきメモリアル4（語堂父）
- バロック（バロック屋、コリエルIII）
- ペルソナ4（久保美津雄）
- ペルソナ4 ザ・ゴールデン（久保美津雄）
- ポイズンピンク
- ラスト・エスコート2 〜深夜の甘い棘〜（城島将）
- 龍が如く 見参!
- 龍が如く4 伝説を継ぐもの

### 吹き替え
- 狼の街（ヴィンセント〈ブラッド・レンフロ〉）

### CD
- 真・女神転生 STRANGE JOURNEY（カトー）
- デビルサマナー 葛葉ライドウ 対 隻眼化神（浜谷）
- ときめきメモリアル Girl's Side 2nd Kiss ドラマ＆イメージソングアルバム（黒木）
- スピリッツティー

### ラジオドラマ
- VOMIC べしゃり暮らし（玉木）

### その他
- インターネットGyaO 竜兵会（ナレーション）